# Riversleigha
Riversleigha williamsi — вид кажанів-гіппосидеридів, виявлений у відкладеннях скам'янілостей, розташованих у зоні Всесвітньої спадщини Ріверслей на півночі Австралії.

## Опис
Riversleigha був великим видом гіппосидеридів Старого Світу. Характеристики цього виду вказують на те, що вони були здатні поїдати безхребетних, захищених твердим панциром. У фауні Ріверслея його перевершує за розмірами лише вид мегадерматид Macroderma.
Типові екземпляри – це череп із неушкодженими зубними рядами та іншим черепним матеріалом. Дуже витягнутий ротрум становить приблизно дві третини довжини майже сферичної мозкової оболонки у відносно вузькому та довгому черепі. Великі розміри крил, виходячи з розміру черепа, вказують на те, що він був менш здатний маневрувати, ніж інші кажани тропічного лісу, які полюють у пологах, натомість шукаючи їжу над та навколо густої рослинності. Здобиччю, ймовірно, були твердопанцирні жуки, яких Riversleigha williamsi міг розчавити своїми зубами, а також паразитичні оси, довгоносики та молі з місцевої фауни. Розмір і морфологія черепа також вказує на те, що частота звуку, яка використовується при ехолокації, була відносно низькою. Сагітальний і ламбдоподібний гребені R. williamsi були добре розвинені.